# Gombang (Pakel)
Gombang is een bestuurslaag in het regentschap Tulungagung van de provincie Oost-Java, Indonesië. Gombang telt 3335 inwoners (volkstelling 2010).